# Wissadula
Wissadula es un género con 100 especies de plantas fanerógamas de la familia  Malvaceae. Se encuentra en  África y Sudamérica.

## Descripción
Son hierbas, sufrútices o arbustos, generalmente erectos, estrellado-pubescentes o a veces glabrescentes. Hojas anchamente ovadas hasta angostamente triangulares, enteras o crenado-dentadas, con pecíolos largos o cortos. Inflorescencias en panículas terminales, abiertas o condensadas, o las flores a veces solitarias en las axilas; calículo ausente; cáliz generalmente pequeño, 5-lobado; pétalos generalmente pequeños, blanquecinos o amarillentos; androceo incluido; estilos 3–6, delgados; estigmas capitados. Frutos esquizocárpicos pero con dehiscencia septicida muchas veces incompleta o suprimida, entonces los frutos consecuentemente pseudo-capsulares, carpidios 3–6, partidos en dos lóculos por una constricción, el lóculo inferior indehiscente, el superior dehiscente, bulboso-apiculado; semillas (1–) 3, una de ellas en el lóculo inferior y generalmente las otras dos en el superior.

## Taxonomía
El género fue descrito por Friedrich Kasimir Medikus y publicado en Ueber einige künstliche Geschlechter aus der Malven-Familie 24. 1787. La especie tipo es: Wissadula zeylanica Medik. 

## Especies seleccionadas
| - Wissadula acuminata - Wissadula amplissima - Wissadula andina - Wissadula aristulosa | - Wissadula balansae - Wissadula boliviana - Wissadula callimorpha - Wissadula cardenasii |